# Municipio de Crystal (condado de Hancock)
El municipio de Crystal (en inglés: Crystal Township) es un municipio ubicado en el condado de Hancock en el estado estadounidense de Iowa. En el año 2010 tenía una población de 435 habitantes y una densidad poblacional de 4,73 personas por km².

## Geografía
El municipio de Crystal se encuentra ubicado en las coordenadas 43°12′12″N 93°48′10″O / 43.20333, -93.80278. Según la Oficina del Censo de los Estados Unidos, el municipio tiene una superficie total de 91.87 km², de la cual 90,84 km² corresponden a tierra firme y (1,12 %) 1,03 km² es agua.

## Demografía
Según el censo de 2010, había 435 personas residiendo en el municipio de Crystal. La densidad de población era de 4,73 hab./km². De los 435 habitantes, el municipio de Crystal estaba compuesto por el 96,78 % blancos, el 0,92 % eran afroamericanos, el 0,23 % eran amerindios, el 0,23 % eran asiáticos, el 0,92 % eran de otras razas y el 0,92 % eran de una mezcla de razas. Del total de la población el 4,83 % eran hispanos o latinos de cualquier raza.